# Flugzeugkollision von Guilin 1983
Die Flugzeugkollision von Guilin 1983 ereignete sich am 14. September 1983, als eine über das Flugfeld rollende Hawker Siddeley HS.121 Trident der CAAC mit einem gelandeten Bomber des Typs Harbin H-5 zusammenstieß. Bei dem Unfall wurden von den Insassen der Trident elf Personen getötet; über das Schicksal der Besatzung des Bombers gibt es keine Angaben.

## Beteiligte Maschinen

### Hawker Siddeley HS.121 Trident der CAAC
Bei dem verunglückten Flugzeug handelte es sich um eine sieben Jahre und elf Monate alte Hawker Siddeley HS.121 Trident 2E. Das Flugzeug trug die Werknummer 2169. Die Maschine absolvierte am 24. Oktober 1975 mit dem Testkennzeichen G-BAJF ihren Erstflug, bevor sie am 24. November 1975 an die CAAC ausgeliefert und von dieser mit dem Luftfahrzeugkennzeichen B-264 zugelassen wurde. Im Jahr 1980 wurde die Maschine an die Luftstreitkräfte der Volksrepublik China übergeben und erhielt bei diesen das militärische Luftfahrzeugkennzeichen 50059. Das dreistrahlige Schmalrumpfflugzeug – die Hawker Siddeley Trident ist seinerzeit das weltweit erste dreistrahlige Passagierflugzeug gewesen – war mit drei Triebwerken des Typs Rolls-Royce Spey 512 ausgestattet.
Den Flug von Guilin nach Peking hatten 100 Passagiere angetreten; es befand sich eine sechsköpfige Besatzung an Bord der Maschine.

### Harbin H-5 der Luftstreitkräfte der Volksrepublik China
Bei der zweiten Maschine handelte es sich um einen Bomber des Typs Harbin H-5 der chinesischen Luftstreitkräfte. Luftfahrzeugkennzeichen und weitere Daten zur Maschine sind nicht bekannt.
In dem Militärflugzeug befand sich zum Unfallzeitpunkt eine dreiköpfige Besatzung.

### Unfallhergang
Die landende Harbin H-5 stieß mit dem Passagierflugzeug zusammen, wobei die Tragfläche des Bombers die rechte Seite der Kabine der Trident aufschlitzte. Elf Passagiere, bei denen es sich jeweils um ausländische, überwiegend malayische Staatsbürger handelte, kamen ums Leben, während 27 Personen verletzt wurden. 68 Insassen blieben unverletzt. Über das Schicksal der Besatzung des Bombers wurden vonseiten chinesischer Behörden keine Angaben gemacht.